# Prince de Novgorod
Voici la liste des grands-ducs et princes de Novgorod, en Russie.

## Grands-ducs ou grands-princes de Novgorod
- 862 - 879 : Rurik Ier, peut-être fils du roi Anulo d’Haithabu
- 879 - 912 : Oleg le Sage
- 912 - 941 : Igor Ier de Kiev, fils de Rurik
- 941 - 969 : Sviatoslav Ier, fils d’Igor
  - 945 - 964 : Olga Prekrasa (régente)

## Princes de Novgorod

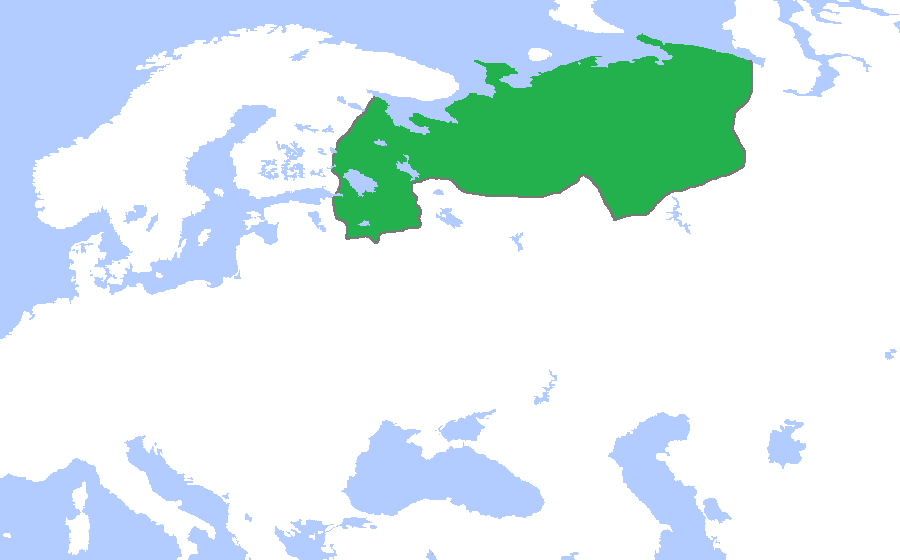
Carte de la république de Novgorod (1136-1478), ici à son apogée vers 1400 (d'après l’Atlas of World History, 2007).

- 969 - 977 : Vladimir Ier de Kiev, fils du grand-duc Sviatoslav Ier de Novgorod
- 977 - 979 : Iaropolk Ier de Kiev, fils du grand-duc Sviatoslav Ier de Novgorod
- 979 - 988 : Vladimir Ier de Kiev (deuxième fois)
- 988 - 1010 : Viatcheslav Ier de Novgorod, fils du grand-duc Vladimir Ier de Kiev
- 1010 - 1015 : Iaroslav Ier de Kiev, fils du grand-duc Vladimir Ier de Kiev
- 1015 - 1020 : Iliya de Novgorod, fils du grand-duc Iaroslav Ier de Kiev
- 1020 - 1021 : Iaroslav Ier de Kiev (deuxième fois)
- 1021 - 1021 : Briatcheslav de Polotsk
- 1021 - 1036 : Iaroslav Ier de Kiev (troisième fois)
- 1036 - 1052 : Vladimir II de Novgorod, fils du grand-duc Iaroslav Ier de Kiev
- 1052 - 1068 : Iziaslav Ier de Kiev, fils du grand-duc Iaroslav Ier de Kiev
- 1068 - 1073 : Gleb de Novgorod (première fois)
- 1077 - 1078 : Gleb de Novgorod (deuxième fois)
- 1078 - 1088 : Sviatopolk Ier (II de Kiev)
- 1088-1094 : Msitislav Ier-Harald de Kiev
- 1094-1096 : David Ier Sviatoslavitch
- 1096-1117 : Mstislav Ier-Harald de Kiev
- 1117-1132 : Vsevolod Ier Gabriel Mstislavitch, fils de Mstislav-Harald de Kiev
- 1132-1132 : Sviatopolk II Mstislavitch, son frère
- 1132-1136 : Vsevolod Ier Gabriel Mstislavitch (deuxième fois)
- 1136-1137 : Sviatoslav II Olgovitch (première fois)
- 1137-1138 : Sviatopolk II Mstislavitch (deuxième fois)
- 1138-1139 : Rostislav Ier Iourevitch (première fois) fils de Iouri Ier Dolgorouki
- 1139-1141 : Sviatoslav II Olgovitch (deuxième fois)
- 1141-1141 : Sviatoslav III Vsevolodovitch
- 1141-1142 : Rostislav Ier Iourevitch (deuxième fois)
- 1142-1148 : Sviatopolk II Mstislavitch (troisième fois)
- 1148-1154 : Iaroslav II de Kiev Vsevolodovitch
- 1154-1154 : Rostislav II Mstislavitch (Ier de Kiev et Vladimir)
- 1154-1155 : David II Rostislavitch fils de Rostislav Ierde Kiev et Vladimir, II de Novgorod
- 1155-1158 : Mstislav II,fils de Iouri Dolgorouki
- 1158-1160 : Sviatoslav IV Rostislavitch fils de Rostislav Ierde Kiev et Vladimir
- 1160-1161 : Mstilav III Rostislavitch (première fois) fils de Rostislav Ierde Novgorod
- 1161-1168 : Sviatoslav IV Rostislavitch fils de Rostislav Ier(deuxième fois)
- 1169-1170 : Roman Ier Mstislavitch, fils de Mstislav II de Kiev et Vladimir
- 1170-1172 : Rurik II Rostislavitch
- 1172-1175 : Iouri Ier Andreiévitch fils d'André Ier Bogolioubski
- 1175-1176 : Mstislav III Rostislavitch (seconde fois) associé avec son fils Sviatoslav IV
- 1175-1176 : Sviatoslav V Mstislavitch, coprince
- 1176-1177 : Iaroslav III Mstislavitch
- 1177-1178 : Mstislav III Rostislavitch (troisième fois)
- 1178-1178 : Iaropolk II Rostislavitch, son frère, fils de Rostislav Ier de Novgorod
- 1179-1179 : Roman II Rostislavitch, fils de Rostislav Ier de Kiev, II de Novgorod
- 1179-1180 : Mstislav IV Rostislavitch, son frère fils de Rostislav Ier
- 1180-1182 : Vladimir III Sviatoslavitch, fils de Sviatoslav III de Novgorod
- 1182-1184 : Iaroslav IV Vladimirovitch, fils de Vladimir III Mstislavitch de Kiev, mort en 1171
- 1184-1187 : Mstislav V Davidovitch fils de David II Rostislavitch mort en 1196
- 1187-1196 : Iaroslav IV Vladimirovitch (2e fois)
- 1197-1197 : Iaropolk III Iaroslavitch
- 1198-1199 : Iaroslav IV Vladimirovitch (3e fois)
- 1199-1209 : Vsevolod III Vladimirski (Vsevolod III de Vladimir)
- 1209-1205 : Sviatoslav VI Vladimirski
- 1205-1207 : Constantin Ier Vladimirski
- 1208-1209 : Sviatoslav VI Vladimirski (deuxième fois)
- 1209-1214 : Mstislav VI Mstislavitch
- 1215-1216 : Iaroslav V Vladimirski
- 1216-1217 : Mstislav VII
- 1217-1219 : Sviatoslav VII Mstislavitch
- 1219-1221 : Vsevolod III Mstislavitch
- 1222-1223 : Vsevolod IV Iourevitch
- 1223 - 1223 : Iaroslav V Vladimirski
- 1225-1226 : Michel de Tchernigov
- 1228 - 1229 : Iaroslav V Vladimirski
- 1229-1230 : Michel de Tchernigov
- 1230 - 1246 : Iaroslav V Vladimirski
  - 1231 - 1263 : Alexandre Nevski
  - 1231-1233 : Féodor Ie Iaroslavitch
  - 1241-1241 : André II Vladimirski
  - 1255-1255 : Iaroslav VI Vladimirski
  - 1260-1264 : Dimitri Ier Vladimirski
- 1265-1271 : Iaroslav VI Vladimirski
- 1271-1273 : Dimitri Ier Vladimirski
- 1273-1277 : Vassili Ier Vladimisrki
- 1277-1282 : Dimitri Ier Vladimirski
- 1283-1284 : André III Vladimirski
- 1284-1293 : Dimitri Ier Vladimirski
- 1294-1304 : André III Vladimirski

De 1304 à 1478, lorsque la république de Novgorod fut peu à peu annexée à la Grande-principauté de Moscou, le Grand-duc porta toujours lui-même le titre de prince de Novgorod.